# Scelochiloides
Scelochiloides é um género botânico pertencente à família das orquídeas (Orchidaceae).